# Тростберг
Тростберг (нім. Trostberg) — місто в Німеччині, розташоване в землі Баварія. Підпорядковується адміністративному округу Верхня Баварія. Входить до складу району Траунштайн.
Площа — 51,36 км2. Населення становить 11 273 ос. (станом на 31 грудня 2020).